# Torneo Mayor de Clubes Campeones del Interior
El Torneo Mayor de Clubes Campeones del Interior fue un corto torneo que funcionaba como una categoría superior a la Copa El País. Fue organizado por la Organización del Fútbol del Interior.

## Historia
El torneo fue propuesto como un nivel superior a la Copa El País, clasificando a su primera edición (1998) los ocho mejores equipos de la Copa El País 1997. Para ese primer torneo se formaron dos grupos de 4 equipos cada uno, donde los dos mejores de cada uno clasificaban a semifinales, mientras que los últimos "descendían" a la Copa El País del año siguiente. Los finalistas de la Copa El País del año mencionado anteriormente "ascendían" al Torneo Mayor. El torneo tuvo poco éxito y solo se jugó en 3 oportunidades.

## Lista de campeones
| Año  | Campeón                | Dpto.     | Subcampeón                      | Dpto.     | Ida | Vuelta | Desempate  |
| ---- | ---------------------- | --------- | ------------------------------- | --------- | --- | ------ | ---------- |
| 1998 | Bella Vista (Paysandú) | Paysandú  | Punta del Este (Punta del Este) | Maldonado | 1-0 | 2-1    |            |
| 1999 | Libertad (San Carlos)  | Maldonado | Atenas (San Carlos)             | Maldonado | 0-0 | 1-1    | 2-2 (2-1p) |
| 2000 | Libertad (San Carlos)  | Maldonado | Atenas (San Carlos)             | Maldonado | 1-1 | 2-0    |            |

## Palmarés

### Por clubes
| Club                            | Departamento | Finales ganadas | Finales perdidas | Total | Años campeón | Años subcampeón |
| ------------------------------- | ------------ | --------------- | ---------------- | ----- | ------------ | --------------- |
| Libertad (San Carlos)           | Maldonado    | 2               | 0                | 2     | 1999, 2000   | -               |
| Bella Vista (Paysandú)          | Paysandú     | 1               | 0                | 1     | 1998         | -               |
| Atenas (San Carlos)             | Maldonado    | 0               | 2                | 2     | -            | 1999, 2000      |
| Punta del Este (Punta del Este) | Maldonado    | 0               | 1                | 1     | -            | 1998            |

### Por departamentos
| Departamento | Finales ganadas | Finales perdidas | Total |
| ------------ | --------------- | ---------------- | ----- |
| Maldonado    | 2               | 3                | 5     |
| Paysandú     | 1               | 0                | 1     |